# Bonnierella compar
Bonnierella compar is een vlokreeftensoort uit de familie van de Ischyroceridae. De wetenschappelijke naam van de soort is voor het eerst geldig gepubliceerd in 2004 door Myers & Cunha.